# René Despang
René Despang (* 1972 em Dresda) é um ex-político alemão do NPD.